# James Wylie (Mediziner)

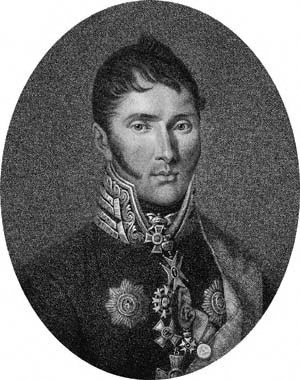
Sir James Wylie, 1. Baronet,
Stich von Johann Friedrich Bolt, Berlin 1816 (nach einem Gemälde von Philipp Franck)

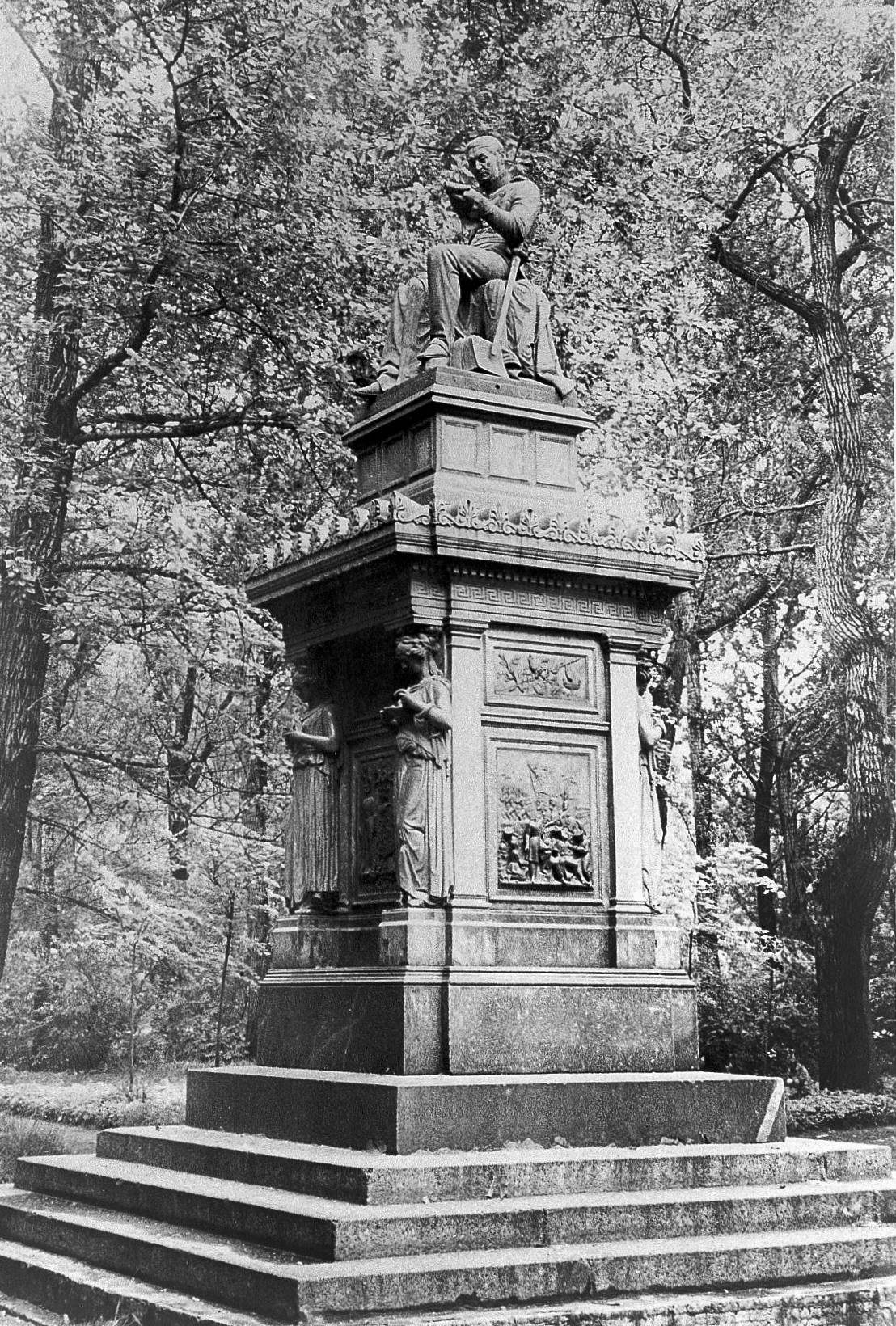
Denkmal des Bildhauers David Jensen von 1856 in St. Petersburg

Sir James Wylie, 1. Baronet, in Russland Jakow Wassiljewitsch Willie, (russisch Яков Васильевич Виллие; * 20. November 1768 in Tulliallan, Kincardineshire, Schottland; † 2. März 1854 in Sankt Petersburg, Russisches Imperium), Leibarzt dreier russischer Zaren; Chef und Reformer des russischen Militärsanitätswesens.

## Leben
Der Schotte James Wylie hatte in Edinburgh studiert und war 1790 als Militärarzt nach Russland gekommen. 1798 wurde er Arzt am Zarenhof und 1799 Leibarzt des Zaren Paul I., dessen Leichnam er nach dessen Ermordung 1801 einbalsamierte und auf dessen Totenschein er als Todesursache „Schlaganfall“ angab. Von 1804 bis 1834 war Wylie Präsident der neugegründeten Mediko-chirurgischen Akademie in St. Petersburg und Moskau (1881 umbenannt in „Militär-medizinische Akademie“). 1806 wurde er Generalinspekteur des Sanitätswesens der russischen Armee und 1812 Direktor der medizinischen Abteilung im Kriegsministerium.
Nach der Schlacht von Borodino (7. September 1812) nahm Wylie selbst über 200 Amputationen vor; 1813 amputierte er nach der Schlacht von Dresden dem französischen General Jean-Victor Moreau die Beine, die ihm eine Kanonenkugel zerschmettert hatte (27. August 1813). 1814 begleitete er Zar Alexander I. als Leibarzt nach England, wo ihn der Prinzregent, der spätere König Georg IV., am 10. Juni 1814 mit dem Schwert des Kosakenhetmans Graf Matwei Iwanowitsch Platow zum Ritter schlug und ihm am 2. Juli 1814 ihn der Baronetage of the United Kingdom den erblichen Adelstitel Baronet, of St. Petersberg in Russia, verlieh.
Wylie war Inhaber mehrerer hoher in- und ausländischer Orden. 1814 wurde er Ehrenmitglied der Russischen Akademie der Wissenschaften in Sankt Petersburg. Er verfasste mehrere medizinische Schriften in russischer Sprache. Nach seinem Tod wurde ihm in der Mediko-chirurgischen Akademie in St. Petersburg ein Denkmal errichtet. Da er ohne Nachkommen starb, erlosch bei seinem Tod 1854 sein Adelstitel. Er hinterließ sein Vermögen dem Zaren, der davon ein Krankenhaus erbauen ließ.